# Stade Parkstad Limburg
Le Stade Parkstad Limburg, en néerlandais: Parkstad Limburg Stadion, est un stade de football néerlandais situé à Kerkrade. 
Ce stade de 19 979 places accueille les matches à domicile du Roda JC.

## Événements
- Coupe du monde de football des moins de 20 ans 2005

## Galerie

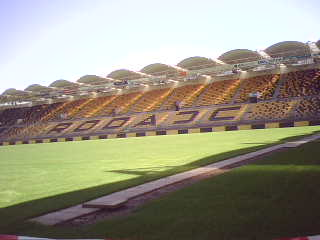
Intérieur 2008
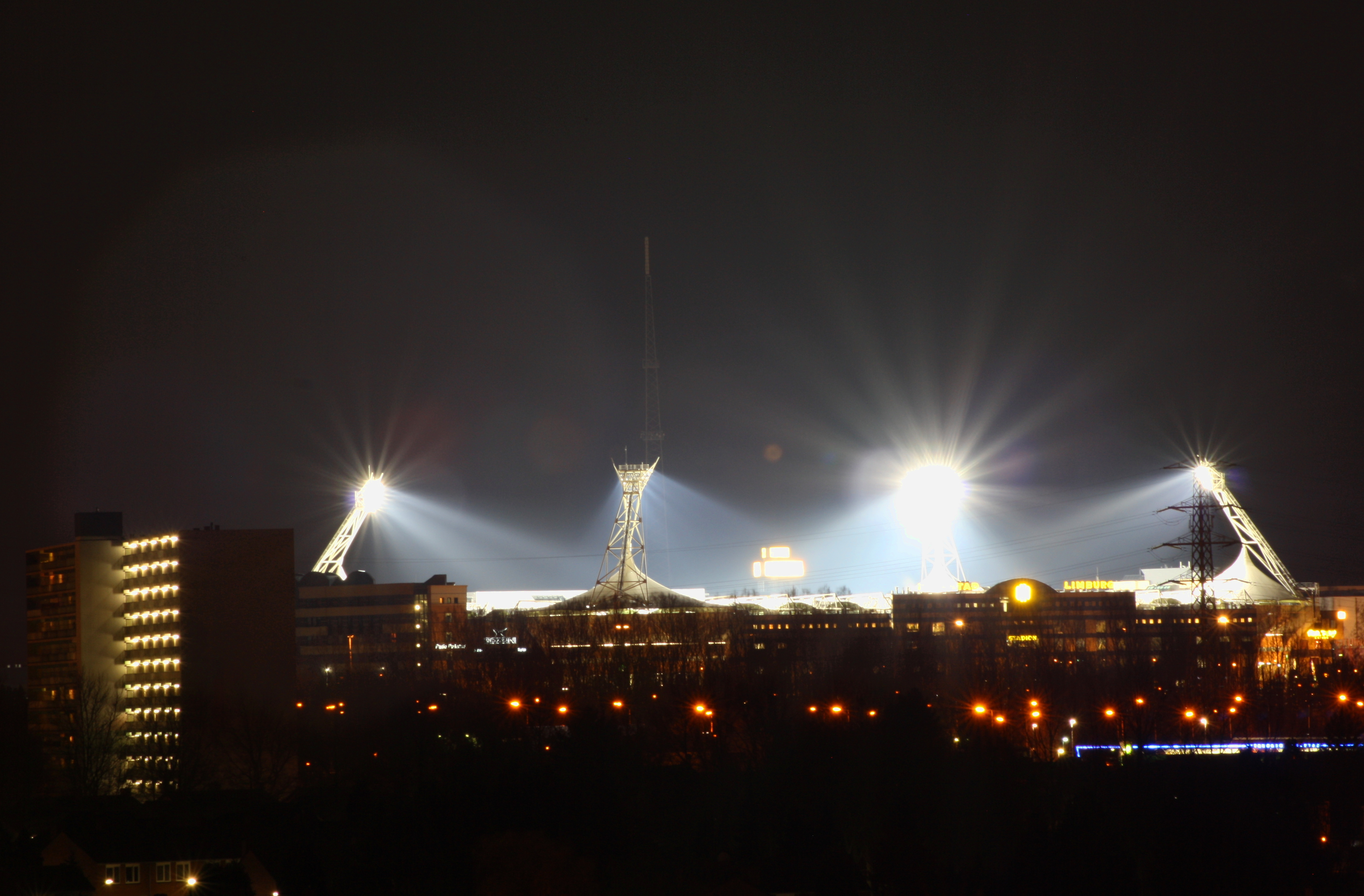
Stade Parkstad Limburg sous les projecteurs 2010
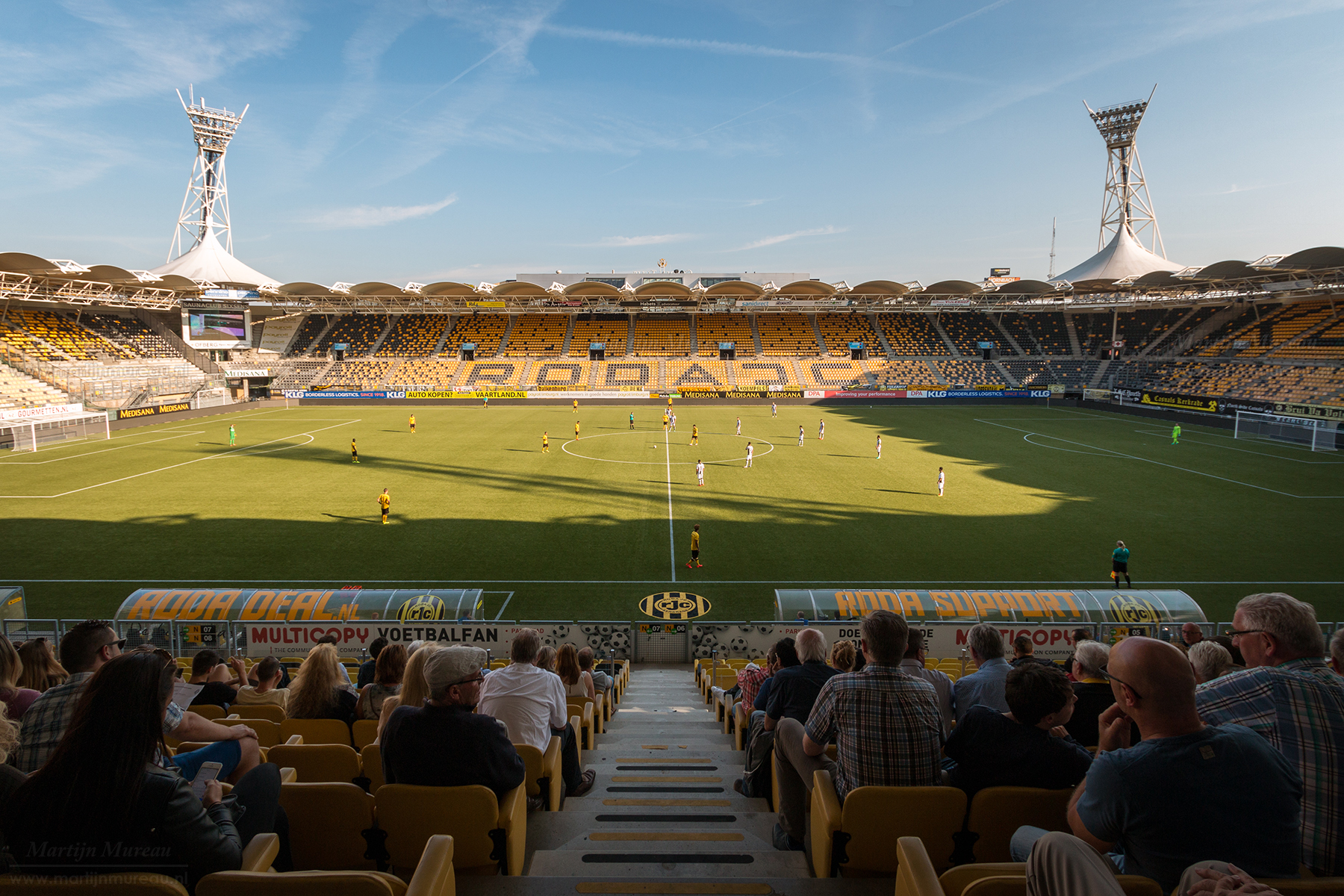
Intérieur 2016